# Robert Karaszewski
Robert Przemysław Karaszewski – prof. dr hab., polski ekonomista specjalizujący się w naukach o zarządzaniu.

## Życiorys
Studiował na Wydział Nauk Ekonomicznych i Zarządzania Uniwersytetu Mikołaja Kopernika w Toruniu. W 1994 roku uzyskał licencjat, a w 1996 roku tytuł magistra. W 1998 roku na tym samym wydziale uzyskał stopień doktora nauk ekonomicznych w zakresie nauk o zarządzaniu. Tematem jego rozprawy doktorskiej było Zarządzanie przez jakość – cele i uwarunkowania w praktyce polskich przedsiębiorstw, a promotorem Marek Stankiewicz. W 2004 roku uzyskał, na podstawie rozprawy Systemy zarządzania jakością największych korporacji świata i ich dyfuzja (zjawisko, rozwój, znaczenie), stopień doktora habilitowanego nauk ekonomicznych w zakresie nauk o zarządzaniu. Tytuł profesora nauk ekonomicznych otrzymał w 2009 roku. Jest laureatem rozlicznych nagród i programów stypendialnych w Fundacji na Rzecz Nauki Polskiej oraz Ministra Nauki i Szkolnictwa Wyższego.
Kieruje Katedrą Doskonałości Biznesowej UMK, a oprócz tego pracuje na Uniwersytecie Technologiczno-Przyrodniczym w Bydgoszczy, gdzie w latach 2006–2007 kierował Katedrą Ekonomii i Zarządzania na Wydziale Budownictwa i Inżynierii Środowiska, a od 2014 – Katedrą Zarządzania Innowacjami Organizacyjnymi na Wydziale Zarządzania

## Wybrane publikacje
- Total Quality Management: zarządzanie przez jakość (1999, ISBN 83-87673-66-8)
- TQM: teoria i praktyka (2001, ISBN 83-7285-031-3)
- Systemy zarządzania jakością największych korporacji świata i ich dyfuzja: (zjawisko, rozwój, znaczenie) (2003, ISBN 83-231-1574-5)
- Zarządzanie jakością: koncepcje, metody i narzędzia stosowane przez liderów światowego biznesu (2005, ISBN 83-7285-213-8)
- Nowoczesne koncepcje zarządzania jakością (2006, ISBN 978-83-7285-286-1)
- Przywództwo w środowisku globalnego biznesu (2008, ISBN 978-83-7285-379-0)
- Leadership in the global business environment: unwrapping the Japanese approach (2008, ISBN 978-83-231-2312-5)
- Projektowanie wnętrz a wyzwania zrównoważonego rozwoju (2013, ISBN 978-83-01-17391-3) współautor Agata Krzywka